# Brandon Trost

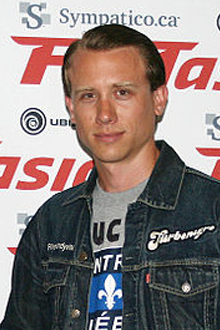
Brandon Trost (2011)

Brandon Scott Trost (* 29. August 1981 in Los Angeles, Kalifornien) ist ein US-amerikanischer Kameramann, Filmregisseur und Visual-Effects-Assistent.

## Leben
Nachdem er 2000 seinen Abschluss an der Los Angeles Film School machte, war Trost einige Jahre in kleineren Produktionen tätig, um die ersten praktischen Erfahrungen zu sammeln. Mit dem ersten größeren Langspielfilm Amok – He Was a Quiet Man gewann er seinen ersten Kamerapreis beim Newport Beach Film Festival. Im darauffolgenden Jahr arbeitete Trost mit Rob Zombie an zwei Projekten zusammen, so zeichnete er sich nicht nur für dessen Musikvideo Sick Bubblegum, sondern auch für dessen Film Halloween II als Kameramann verantwortlich. Zombie selbst schätzte die Arbeit mit ihm sehr, da er nicht nur so arbeite wie er selbst, sondern auch dem Wunsch Zombies entsprach den Film so grob und echt wie möglich aussehen zu lassen. (See, what I love about Brandon is that he works like how I like to. I wanted the movie to look raw and real. [...] Brandon was really great at achieving that.)
Trost war auch Kameramann in weiteren Musikvideos, darunter Destroyer von Static-X, Lillian, Egypt und Girl in the War von Josh Ritter sowie Beautiful Tragedy von In This Moment.
Nachdem Trost bereits bei den Kurzfilmen The FP, Little Bo Peep und The Day the Dead Weren't Dead die Regie führte, debütierte er 2011 mit der Komödie The FP als Filmregisseur mit seinem ersten Spielfilm.
Aktuell wird er von der Agentur Montan Artists vertreten.

## Filmografie (Auswahl)
- 2000: Ich, beide & sie (Me, Myself & Irene) (Assistenz Spezialeffekte)
- 2002: Slackers (Assistenz Spezialeffekte)
- 2003: Frame of Mind
- 2004: Lightning Bug
- 2005: The Salon
- 2005: Val/Val
- 2006: Special Ops: Delta Force
- 2007: Amok – He Was a Quiet Man (He Was a Quiet Man)
- 2007: Days of Darkness
- 2007: Little Bo Peep
- 2007: The Day the Dead Weren't Dead
- 2007: The FP (Kurzfilm)
- 2008: Presence
- 2009: Crank 2: High Voltage (Crank: High Voltage)
- 2009: Halloween II
- 2009: Weather Girl
- 2010: A Buddy Story
- 2010: MacGruber
- 2010: Mad World
- 2011: The FP
- 2012: Der Chaos-Dad (That's My Boy)
- 2012: Ghost Rider: Spirit of Vengeance
- 2013: Das ist das Ende (This Is the End)
- 2014: Für immer Single? (That Awkward Moment)
- 2014: Bad Neighbors (Neighbors)
- 2014: The Interview
- 2015: Scouts vs. Zombies – Handbuch zur Zombie-Apokalypse (Scouts Guide to the Zombie Apocalypse)
- 2015: Die Highligen Drei Könige (The Night Before)
- 2016: Bad Neighbors 2 (Neighbors 2: Sorority Rising)
- 2016: Popstar: Never Stop Never Stopping
- 2017: The Disaster Artist
- 2018: Can You Ever Forgive Me?
- 2019: Extremely Wicked, Shockingly Evil and Vile
- 2020: An American Pickle
- 2021: Dear Evan Hansen
- 2022: Sonic the Hedgehog 2
- 2022: Bros
- 2024: Nightbitch
- 2024: Sonic the Hedgehog 3
- 2025: Die nackte Kanone (The Naked Gun)

Als Schauspieler
- 1998: Rushmore